# 拉希德·本·赛义德·阿勒马克图姆
谢赫·拉希德·本·赛义德·阿勒马克图姆（阿拉伯语：‎；1912年6月11日—1990年10月7日）是阿拉伯联合酋长国前副总统兼总理，以及杜拜酋長國謝赫。出身自杜拜的世襲統治王朝馬克圖姆家族。

## 生平
1938－1953年任迪拜酋长国王储。1958年其父赛义德·阿勒马克图姆死后，继任迪拜酋长国第四任统治者（酋长）。1971年12月阿拉伯联合酋长国建国时，任副总统，1986年10月再次当选。1979年5月起兼任总理。